# 天涯明月刀 (1985年電視劇)
《天涯明月刀》是香港亞洲電視在1985年根據古龍的同名小說改編製作的劇集，監製是李元科，陳靜儀擔任故事編審，由潘志文、羅樂林、森森、劉紅芳、蔡國慶等人主演，本劇於1985年7月15日首播。

## 劇情簡介
鳳凰集裡盛傳出現一本絕世武功秘笈——大悲賦，天下第一劍燕南飛幕名而至，卻發現鳳凰集成了死鎮廢墟，只見天下第一快刀傅紅雪在，燕誤會傅血洗鳳凰集而與之搏鬥。孔雀山莊主人秋水清，為人正派，以孔雀翎武器領導群雄。但武林近傳孔雀翎遺失，有殺手持該翎暗殺武林人士。
傅、燕二人至孔雀山莊查探真相，卻引來殺手集團血洗孔雀山莊，二人遂被捲入江湖陰謀之中。傅後取得大悲賦，與倪慧產生糾纏不清的恩仇。傅深入追查，抽絲剝繭，找出殺手集團殺手公子羽，終於得悉這個引起武林大災難的大陰謀。

## 主要演員
- 潘志文 飾 傅紅雪
- 羅樂林 飾 燕南飛
- 森森 飾 明月心/翠儂/茉莉
- 劉紅芳 飾 倪慧
- 林迪安 飾 蕭四無
- 羅石青 飾 公子羽
- 蔡國慶  飾 孔雀
- 江圖 飾 秋水清
- 良鳴 飾 墨十七
- 王偉 飾 姆指
- 曹榮 飾 食指
- 譚榮傑 飾 中指
- 蕭山仁 飾 鬼外婆
- 關偉倫 飾 倪平
- 韋烈 飾 楊無忌
- 吳彩南 飾 公孫屠
- 譚德誠 飾 九仔
- 鄭恕峰 飾 屠青
- 劉雲峰 飾 秦岳
- 湯錦棠 飾 苗天王
- 郭振基 飾 張源

## 外部連結
- 《天涯明月刀》-笑看風雲的日志